# دوري هونغ كونغ لكرة القدم 1969–70
دوري هونغ كونغ لكرة القدم 1969–70 هو الموسم 25 من دوري هونغ كونغ لكرة القدم ‏. كان عدد الأندية المشاركة فيه 12، وفاز فيه Jardine SA ‏.